# Прол. Корзо Италија (Напуљ)
Прол. Корзо Италија (итал. Prol. Corso Italia) је насеље у Италији у округу Напуљ, региону Кампанија.
Према процени из 2011. у насељу је живело 12 становника. Насеље се налази на надморској висини од 23 м.